# Jęczmień żytni
Jęczmień żytni (Hordeum secalinum) – gatunek rośliny z rodziny wiechlinowatych. Występuje naturalnie w południowej, zachodniej i środkowej Europie, na Bliskim Wschodzie i w północno-zachodniej Afryce. Jako introdukowany także w Nowej Zelandii i na południu Australii. W polskiej florze ma status gatunku wymarłego.

## Morfologia

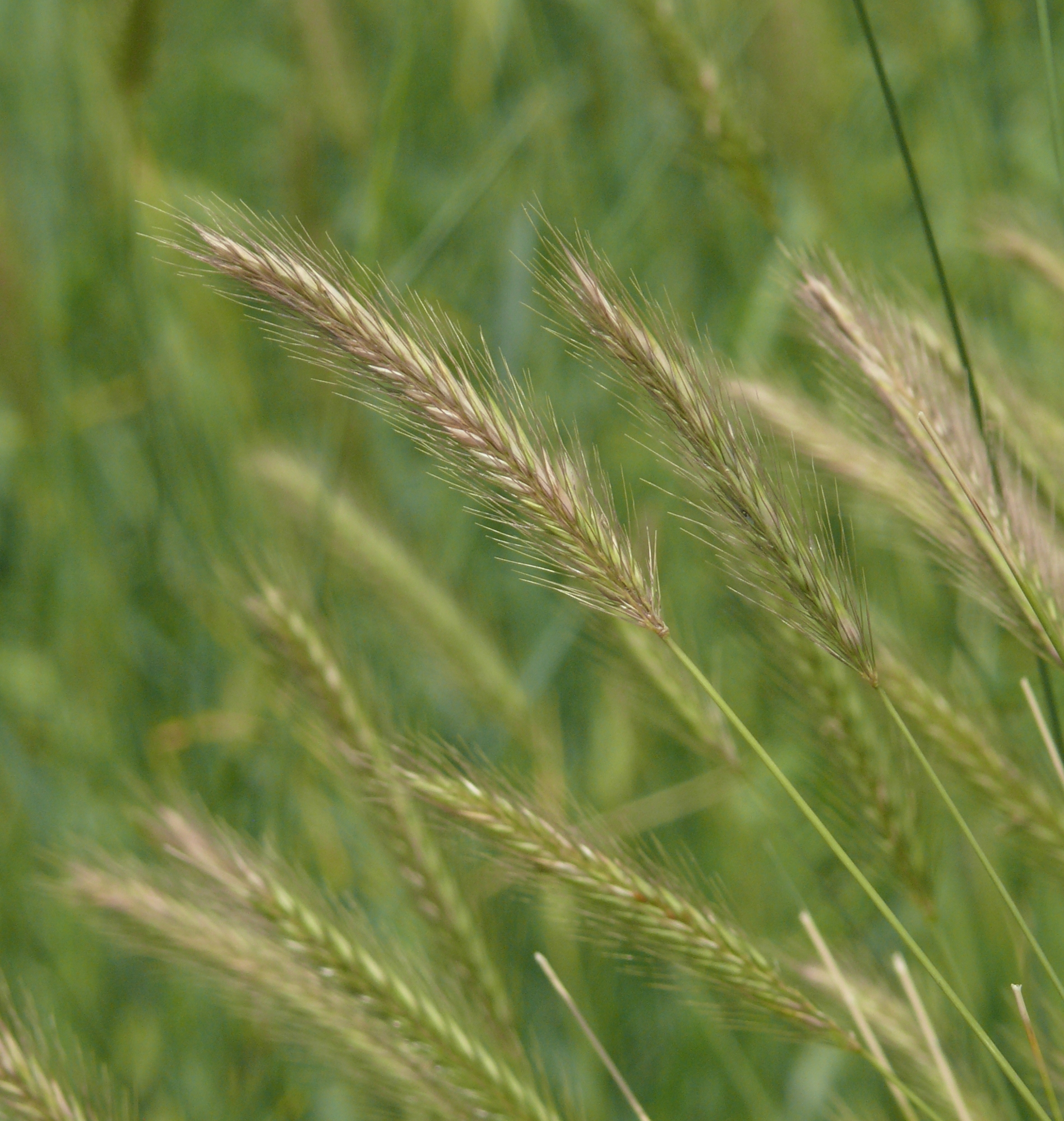
Kłosy

Trawa trwała, rosnąca w luźnych kępkach wysokości 30–70 cm. Źdźbła cienkie, wznoszące się lub wyprostowane. Dolne pochwy liściowe owłosione, u podstawy łodygi resztki starych pochew liściowych, tworzą cebulkowate zgrubienia. Krótkie, zaostrzone uszka. Języczki liściowe tylko w postaci skórzastego rąbka. Blaszki liściowe długości do 15 cm, szerokości do 5 mm, płaskie przeważnie zwinięte. Najwyższy odcinek źdźbła wysoko wystaje z ciasno przylegającej najwyżej pochwy liściowej. Kłoski jednokwiatowe, połączone po trzy. Plewy i dolne plewki długoościste. Kwitnie od czerwca do sierpnia. 

## Biologia i ekologia

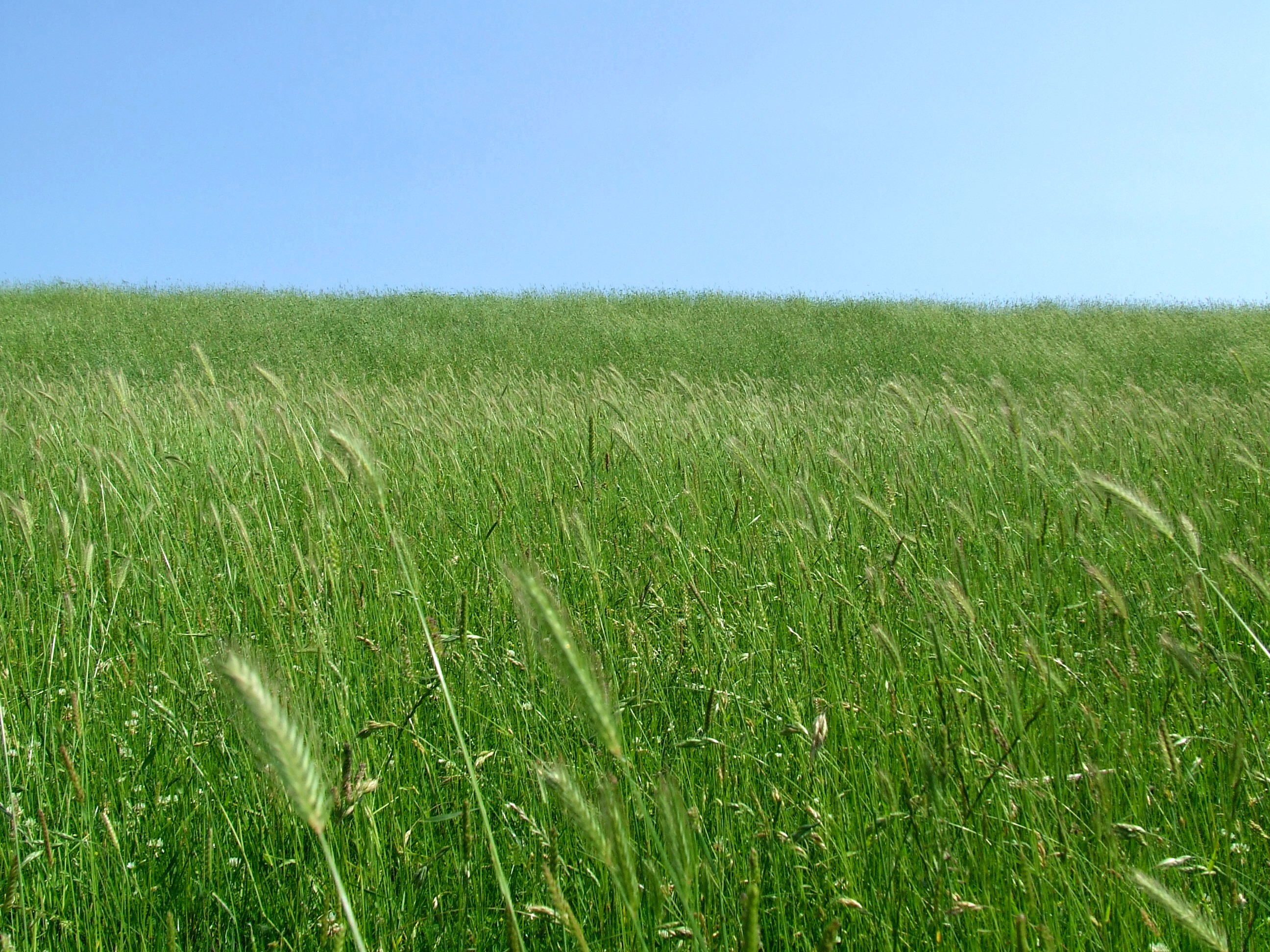
Jęczmień żytni w mokradłach nad Łabą

Występuje  rzadko w użytkach zielonych na glebach żyznych i wilgotnych, na glebach słonawych w głębi kraju i na wybrzeżu.